# I liga polska w piłce ręcznej mężczyzn
I liga polska w piłce ręcznej mężczyzn – trzecia w hierarchii klasa ligowych rozgrywek piłki ręcznej mężczyzn w Polsce.  Zmagania w jej ramach toczą się cyklicznie (co sezon), systemem kołowym wraz z meczami barażowymi, a nad ich przebiegiem czuwa organizator rozgrywek – Związek Piłki Ręcznej w Polsce. Rywalizacja przeznaczona jest dla 56 drużyn klubowych i prowadzona w czterech równorzędnych grupach (A, B, C, D), po 14 zespołów w każdej. Zwycięzcy każdej z grup rywalizują ze sobą na turnieju mistrzowskim o awans do Ligi Centralnej. Zespół, który zajął na turnieju pierwsze miejsce otrzymuje bezpośredni awans do drugiej klasy rozgrywkowej, natomiast drugie miejsce rozgrywa baraż z przedostatnią drużyną Ligi Centralnej. Najgorsze zespoły każdej grupy są relegowane do II ligi.

## Historia
Od momentu powołania do zakończenia sezonu 1997/98 rozgrywki drugiego szczebla ligowego piłki ręcznej w Polsce nosiły nazwę II ligi. Przez trzy sezony (1998/1999, 1999/2000 i 2000/2001) określano je mianem I ligi Serii B (I ligę Serii A stanowiła bowiem późniejsza Ekstraklasa). Rywalizacja w I lidze Serii B toczyła się w jednej grupie. Począwszy od sezonu 2001/02 do sezonu 2020/21 rozgrywki drugiego poziomu ligowego nazywane są I ligą. W sezonach 2001/02, 2002/03 i 2003/04 zmagania przeprowadzano w jednej grupie, zaś od sezonu 2004/05 – w dwóch równorzędnych grupach. Od sezonu 2012/13 w rozgrywkach uczestniczyło po 14 zespołów. Do sezonu 2015/16 mistrzowie obydwu grup I ligi uzyskiwali bezpośrednią promocję do Superligi, natomiast dwaj wicemistrzowie rywalizowali między sobą o awans. 
W związku z utworzeniem ligi zawodowej (PGNiG Superligi) oraz zablokowaniem na okres trzech sezonów bezpośrednich spadków i awansów (sezony 2016/17, 2017/18 i 2018/19) awans zwycięzców grup I ligi był możliwy w przypadku zwolnienia się miejsc w Superlidze oraz spełniania przez zainteresowane kluby wymogów licencyjnych.
Od sezonu 2021/22 (utworzenia Ligi Centralnej) I liga jest III poziomem rozgrywkowym. 

## Triumfatorzy
| Sezon     | 1. miejsce                         | 2. miejsce             | 3. miejsce        | Król strzelców    | Klub                                     | Bramki |
| --------- | ---------------------------------- | ---------------------- | ----------------- | ----------------- | ---------------------------------------- | ------ |
| 1999/2000 | MSPR Łódź                          | MMTS Kwidzyn           | MKS Końskie       | –                 | –                                        | –      |
| 2000/2001 | MKS Końskie                        | Chrobry Głogów         | Pogoń Zabrze      | –                 | –                                        | –      |
| 2001/2002 | Pogoń Zabrze                       | AZS-AWF Warszawa       | Traveland Olsztyn | Robert Nowiński   | Viret Zawiercie                          | 146    |
| 2002/2003 | Gwardia Opole                      | AZS AWF Biała Podlaska | Eltast'95 Radom   | Tomasz Bodasiński | MKS Końskie                              | 179    |
| 2003/2004 | Piotrkowianin Piotrków Trybunalski | Miedź Legnica          | AZS-AWF Warszawa  | Roman Baturin     | Piotrkowianin-Kiper Piotrków Trybunalski | 209    |

| Sezon     | Grupa | 1. miejsce                         | 2. miejsce                       | 3. miejsce                         | Król strzelców         | Klub                             | Bramki |
| --------- | ----- | ---------------------------------- | -------------------------------- | ---------------------------------- | ---------------------- | -------------------------------- | ------ |
| 2004/2005 | A     | SKF KPR Sparta Oborniki            | Warmia Olsztyn                   | WKS Grunwald Poznań                | Mikołaj Szymyślik      | MKS Tęcza Kościan                | 144    |
| 2004/2005 | B     | KSSPR Końskie                      | Wisła-Azoty Puławy               | Viret Zawiercie                    | Michał Adamuszek       | Viret Zawiercie                  | 124    |
| 2005/2006 | A     | Techtrans-Darad Elbląg             | Sparta Oborniki                  | Nielba Wągrowiec                   | Sebastian Bukowski     | Nielba Wągrowiec                 | 204    |
| 2005/2006 | B     | Stal Mielec                        | Vive II Kielce                   | Viret Zawiercie                    | Adam Kruczek           | MTS Chrzanów                     | 202    |
| 2006/2007 | A     | AZS-AWFiS Gdańsk                   | Nielba Wągrowiec                 | AZS Uniwersytet Zielonogórski      | Bogumił Buchwald       | AZS Uniwersytet Zielonogórski    | 177    |
| 2006/2007 | B     | Miedź Legnica                      | Gwardia Opole                    | Viret Zawiercie                    | Piotr Adamczyk         | Iskra-Polonica Kielce            | 173    |
| 2007/2008 | A     | AZS AWF Gorzów Wielkopolski        | Nielba Wągrowiec                 | Śląsk Wrocław                      | Piotr Swat             | Śląsk Wrocław                    | 176    |
| 2007/2008 | B     | Stal Mielec                        | Powen Zabrze                     | Gwardia Opole                      | Marcin Skoczylas       | MTS Chrzanów                     | 190    |
| 2008/2009 | A     | Nielba Wągrowiec                   | Śląsk Wrocław                    | Warszawianka                       | Przemysław Krajewski   | Jurand Ciechanów                 | 177    |
| 2008/2009 | B     | Powen Zabrze                       | ASPR Zawadzkie                   | Olimpia Piekary Śląskie            | Paweł Bieś             | Unia Tarnów                      | 159    |
| 2009/2010 | A     | AZS AWF Gorzów Wielkopolski        | Sokół Kościerzyna                | Jurand Ciechanów                   | Maciej Reichel         | Sokół Kościerzyna                | 145    |
| 2009/2010 | B     | Stal Mielec                        | Siódemka Miedź Legnica           | KSSPR Końskie                      | Grzegorz Sobut         | Stal Mielec                      | 174    |
| 2010/2011 | A     | Jurand Ciechanów                   | Pogoń Szczecin                   | AZS Politechnika Warszawska        | Jacek Wardziński       | Sokół Kościerzyna                | 170    |
| 2010/2011 | B     | Powen Zabrze                       | Gwardia Opole                    | Olimpia Piekary Śląskie            | Szymon Woynowski       | BKS Bochnia                      | 162    |
| 2011/2012 | A     | Pogoń Szczecin                     | AZS Uniwersytet Warszawski       | Wybrzeże Gdańsk                    | Krzysztof Martyński    | WKS Grunwald Poznań              | 154    |
| 2011/2012 | B     | Piotrkowianin Piotrków Trybunalski | Czuwaj Przemyśl                  | Gwardia Opole                      | Grzegorz Mroczek       | AZS Politechnika Radomska        | 169    |
| 2012/2013 | A     | KPR Legionowo                      | Wybrzeże Gdańsk                  | Pomezania Malbork                  | Marcin Malewski        | Warmia Olsztyn                   | 154    |
| 2012/2013 | B     | Gwardia Opole                      | Nielba Wągrowiec                 | Śląsk Wrocław                      | Maksim Niaswadzba      | AZS AWF Biała Podlaska           | 190    |
| 2013/2014 | A     | Wybrzeże Gdańsk                    | Nielba Wągrowiec                 | Pomezania Malbork                  | Aleksander Kryszeń     | Warmia Olsztyn                   | 183    |
| 2013/2014 | B     | Śląsk Wrocław                      | KSSPR Końskie                    | Siódemka Miedź Legnica             | Arkadiusz Galewski     | KPR Ostrovia Ostrów Wielkopolski | 190    |
| 2014/2015 | A     | KPR Legionowo                      | Pomezania Malbork                | Piotrkowianin Piotrków Trybunalski | Łukasz Cieślak         | Pomezania Malbork                | 167    |
| 2014/2015 | B     | Gwardia Opole                      | Siódemka Miedź Legnica           | KSSPR Końskie                      | Tomasz Pomiankiewicz   | KSZO Ostrowiec Świętokrzyski     | 183    |
| 2015/2016 | A     | Meble Wójcik Elbląg                | Warmia Olsztyn                   | Wybrzeże Gdańsk                    | Marcin Malewski        | Warmia Olsztyn                   | 182    |
| 2015/2016 | B     | Piotrkowianin Piotrków Trybunalski | KPR Ostrovia Ostrów Wielkopolski | Olimpia Piekary Śląskie            | Krzysztof Łyżwa        | KPR Ostrovia Ostrów Wielkopolski | 202    |
| 2016/2017 | A     | Spójnia Gdynia                     | Stal Gorzów Wielkopolski         | Warmia Olsztyn                     | Paweł Dutkiewicz       | MKS Wieluń                       | 208    |
| 2016/2017 | B     | Szczypiorno Kalisz                 | Czuwaj Przemyśl                  | Olimpia Piekary Śląskie            | Mariusz Kuśmierczyk    | Ostrovia Ostrów Wielkopolski     | 173    |
| 2017/2018 | A     | Nielba Wągrowiec                   | Warmia Energa Olsztyn            | Stal Gorzów Wielkopolski           | Miłosz Rupp            | Orlen Wisła II Płock             | 193    |
| 2017/2018 | B     | SPR Tarnów                         | AZS AWF Biała Podlaska           | Olimpia Piekary Śląskie            | Michał Kubisztal       | SPR Tarnów                       | 200    |
| 2018/2019 | A     | Nielba Wągrowiec                   | Stal Gorzów Wielkopolski         | Sokół Kościerzyna                  | Grzegorz Dorsz         | GKS Żukowo                       | 147    |
| 2018/2019 | B     | Olimpia Piekary Śląskie            | Real Astromal Leszno             | Siódemka Miedź Legnica             | Patryk Marciniak       | Ostrovia Ostrów Wielkopolski     | 133    |
| 2018/2019 | C     | SPR Tarnów                         | Czuwaj Przemyśl                  | AZS AWF Biała Podlaska             | Mateusz Chabior        | SPR ROKiS Radzymin               | 170    |
| 2019/2020 | A     | Nielba Wągrowiec                   | Warmia Olsztyn                   | USAR Kwidzyn                       | Grzegorz Dorsz         | GKS Żukowo                       | 129    |
| 2019/2020 | B     | KPR Ostrovia Ostrów Wielkopolski   | Stal Gorzów Wielkopolski         | Siódemka Miedź Legnica             | Patryk Marciniak       | Ostrovia Ostrów Wielkopolski     | 154    |
| 2019/2020 | C     | KPR Legionowo                      | Czuwaj Przemyśl                  | MKS Padwa Zamość                   | Sebastian Włostkiewicz | KSZO Ostrowiec Świętokrzyski     | 110    |
| 2020/2021 | A     | Warmia Olsztyn                     | MKS Grudziądz                    | GKS Żukowo                         |                        |                                  | 193    |
| 2020/2021 | B     | Stal Gorzów Wielkopolski           | KPR Ostrovia Ostrów Wielkopolski | MSPR Siódemka Miedź Legnica        |                        |                                  | 200    |
| 2020/2021 | C     | KPR Legionowo                      | KS AZS-AWF Biała Podlaska        | MKS Wieluń                         |                        |                                  | 200    |
| 2020/2021 | D     | SRS Przemyśl                       | MKS Padwa Zamość                 | MUKS Zagłębie Sosnowiec            |                        |                                  | 200    |
| 2021/2022 | A     | Sokół Kościerzyna                  | KSPR Gwardia Koszalin            | USAR Kwidzyn                       | Maksim Kruchkou        | KSPR Gwardia Koszalin            | 191    |
| 2021/2022 | B     | SPR Oborniki Śląskie               | WKS Grunwald Poznań              | SPR GOKiS Kąty Wrocławskie         | Michał Wojtala         | ŚKPR Świdnica                    | 161    |
| 2021/2022 | C     | Anilana Łódź                       | Orlęta Zwoleń                    | AZS UW Warszawa                    | Mariusz Kuśmierczyk    | Pabiks Pabianice                 | 137    |
| 2021/2022 | D     | MKS Olimpia Piekary Śląskie        | KSZO Ostrowiec Świętokrzyski     | AZS UJK Kielce                     | Arkadiusz Miszka       | SPR Grunwald Ruda Śląska         | 189    |
| 2022/2023 | A     | Sokół Kościerzyna                  | KSPR Gwardia Koszalin            | Jeziorak Iława                     | Andrzej Kryński        | Sokół Kościerzyna                | 185    |
| 2022/2023 | B     | Siódemka Miedź Legnica             | SPR Kąty Wrocławskie             | TS Zew Świebodzin                  | Jędrzej Jasiński       | TS Zew Świebodzin                | 210    |
| 2022/2023 | C     | Jurand Ciechanów                   | AZS AWF Warszawa                 | Wisła Płock II                     | Daniel Stępień         | Włókniarz Konstantynów Łódzki    | 211    |
| 2022/2023 | D     | MTS Chrzanów                       | AZS AGH Kraków                   | KSZO Ostrowiec Świętokrzyski       | Patryk Wasiak          | SMS Kielce                       | 158    |